# Santo Stefano di Rogliano
Santo Stefano di Rogliano è un comune italiano di 1 738 abitanti della provincia di Cosenza in Calabria posto a sud-est del capoluogo, nella media valle del fiume Savuto.

## Storia

### Simboli
Lo stemma e il gonfalone del comune di Santo Stefano di Rogliano sono stati concessi con decreto del presidente della Repubblica del 21 aprile 1999.
Il gonfalone è costituito da un drappo di giallo.

## Monumenti e luoghi di interesse

### Architetture religiose
- Santuario di Santa Liberata[5]
- Chiesa Matrice[5]
- Chiesa di San Rocco[5]
- Chiesa di Santa Maria del Soccorso[5]

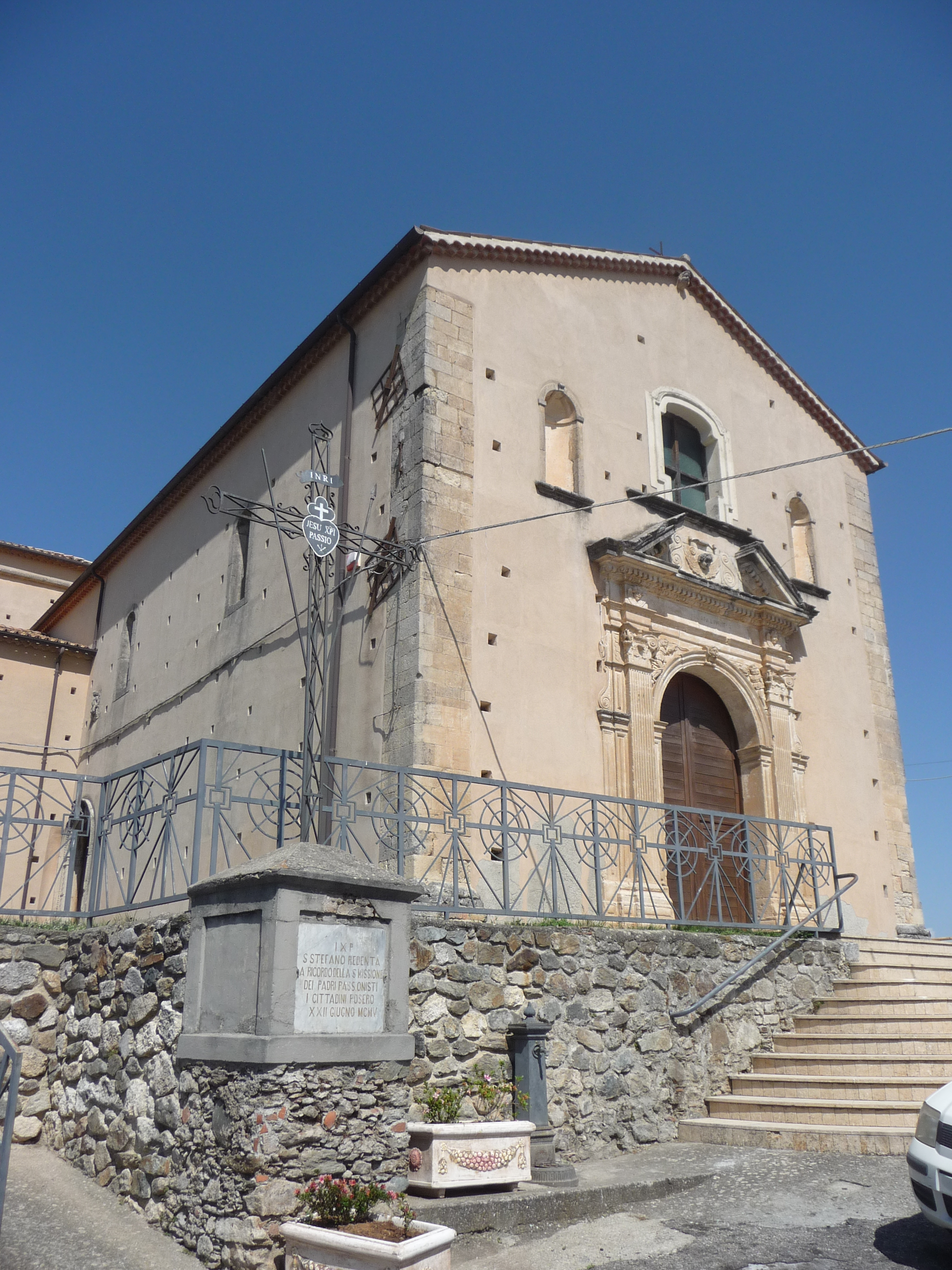
Chiesa Matrice

### Architetture civili
- Palazzo Parisio[5]

### Altro
- Miniera di Carcarula[5]

## Società

### Evoluzione demografica
Abitanti censiti

## Cultura

### Eventi
Raduno delle Mongolfiere in Calabria
Il principale evento a carattere regionale, e non solo, è senz'altro il Raduno delle Mongolfiere in Calabria (edizione 2013 "Mongolfiere.. In Rosa " 26-27-28 aprile). Organizzato dall'Associazione Calabra Savuto in Volo con il patrocinio dell'amministrazione comunale, questo evento è caratterizzato dal raduno di mongolfiere, giri in elicottero, esibizioni di paracadutisti, bungee jumping, giornate dedicate alle scuole e ai disabili, stand gastronomici, una fiera espositiva, concerti serali ed attrazioni varie. Inoltre il 9 maggio 2010 è stato ufficializzato il gemellaggio con il comune di Fragneto Monforte, che da anni organizza raduni di mongolfiere a carattere internazionale.

## Amministrazione

### Gemellaggi
- Fragneto Monforte